# Bloc Republicà Autonomista
Bloc Republicà Autonomista (BRA) fou un partit polític català fundat el 1915 per Francesc Layret, Marcel·lí Domingo, Gabriel Alomar, Àngel Samblancat i Salanova, David Ferrer i altres republicans d'esquerra contraris a l'aliança amb el Partit Republicà Radical d'Alejandro Lerroux (pacte de Sant Gervasi). En el seu programa electoral, es definia com a republicà i catalanista, defensor de l'autonomia de Catalunya i alhora reivindicador de les llibertats obreres. Es presentà a les eleccions generals d'abril del 1916 en coalició amb un candidat independent, el doctor Jaume Queraltó i Ros, però la majoria dels diputats els guanyà la Lliga Regionalista i les minories el partit de Lerroux. A les eleccions provincials del 1917 tampoc va treure escons. Amb la Joventut Republicana de Lleida d'Humbert Torres i Lluís Companys, i altres membres de la Unió Federal Nacionalista Republicana es transformà en Partit Republicà Català el 1917.
L'òrgan de difusió del Bloc Republicà Autonomista va ser La Barricada, una publicació de quatre números. L'editorial inicial de la publicació mostrava el desig de defensar la «revolta contínua en tot moment determinat que es plantegi a la vida nacional, i protesta viva contra les injustícies, la farsa política, la covardia que s'ha apoderat de les multituds i dels directius». Lluís Companys va ser-ne redactor i el 1912 constava com el redactor en cap. També hi col·laboraren Eugenio Noel, Marcel·lí Domingo i Andreu Nin.